# Асади Туси
Абу Мансур Али ибн Ахмед Асади Туси (перс. ابومنصور علی بن احمد اسدی طوسی‎), или Асади́ Туси́ (?, Тус — 1072, Тебриз), — персидский поэт XI века, автор героической поэмы-маснави «Гершасп-намэ» (1064—1066), посвященной подвигам систанского богатыря Гершаспа, и словаря новоперсидского языка (فرهنگ لغت فرس).
В течение жизни Асади провинция Хорасан подвергалась нашествию враждовавших друг с другом тюркских племён, в результате чего образованные слои населения покидали регион. Асади Туси также в возрасте 20 лет покинул свою родину, отправившись в иранскую провинцию Азербайджан, где он оставался до самой своей смерти. Известно, что «Гершасп-наме» была написана Туси во время его пребывания в Нахичевани. В последний год жизни он являлся поэтом в Армении, при дворе Манучехра ибн Шавура, шеддадидского эмира города Ани. Могила Туси находится в городе Тебриз.